# Jardín Botánico de la Universidad de Ratisbona

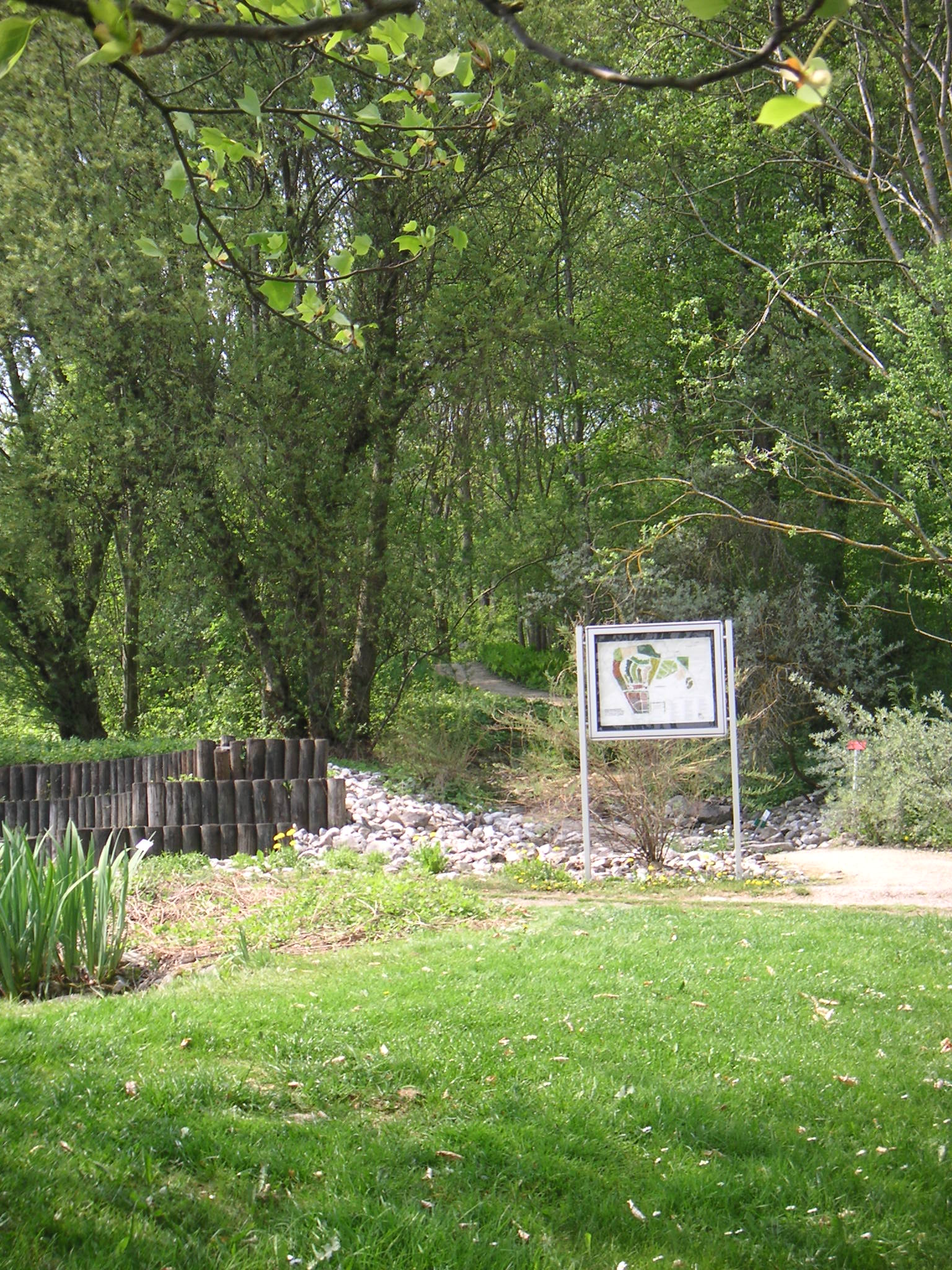
Botanischer Garten der Universität Regensburg.

El Jardín Botánico de la Universidad de Ratisbona (en alemán, Botanischer Garten der Universität Regensburg) es un jardín botánico de 4,5 hectáreas administrado por la Universidad de Ratisbona en el campus ubicado en Universitätsstraße 31, Ratisbona (Baviera, Alemania). Se encuentra abierto todos los días excepto los sábados en los meses más cálidos. Su código de reconocimiento internacional como institución botánica así como de su herbario es REG.

## Localización
Botanischer Versuchs- und Lehrgarten
Universität Regensburg, Universitätsstrasse 31
Regensburg-Ratisbona D-93053 Deutschland-Alemania.48°59′35.52″N 12°5′29.4″E / 48.9932000, 12.091500

## Historia
El jardín botánico fue establecido en 1977 en el extremo sur del campus de la universidad. 

## Colecciones
El jardín botánico consta de diferentes secciones, incluyendo:
- Alpinum
- Plantas acuáticas
- Plantas amenazadas de Baviera
- Colecciones de plantas de terrenos inundables y de pantanos
- Colecciones agrupadas según su origen geográfico (4000 m²), contiene unas 800 especies de ambas Américas, Asia, y Europa
- Jardín de plantas medicinales
- Bosque mixto de robles-abedules
- Colección sistemática

El jardín mantiene unas colecciones especiales de los siguientes géneros: Erythronium (18 especies), Polygonatum (30), Rosas silvestres indígenas (25), Rubus indígenas (70), Sorbus (30), Tricyrtis (14), y Trollius (10). Algunas de las colecciones se encuentran abiertas al público. También alberga cuatro invernaderos (con un área total de 450 m²) con colecciones de helechos, bromelias y orquídeas; plantas carnívoras y plantas de cultivo para cosechas de los climas templados; plantas de las selvas y de cosechas tropicales; cactus y suculentas.
El jardín botánico se asocia a un herbario establecido en 1790 por la sociedad botánica de Ratisbona, que se ha asociado a la universidad desde 1973. En fecha del 2002 el herbario contenía 1350 pliegos con 122 358 especímenes.